# Vaalgeel
Vaalgeel, bruingeel of tanig is een in de natuur veelvoorkomende lichtbruin-gele kleurgradatie. De kleur wordt in het Nederlands ook wel buff genoemd, naar het Engels of Frans. Verscheidene dieren en planten hebben een vaalgele kleur en ook bij aardewerk komt deze kleur voor.

## Etymologie

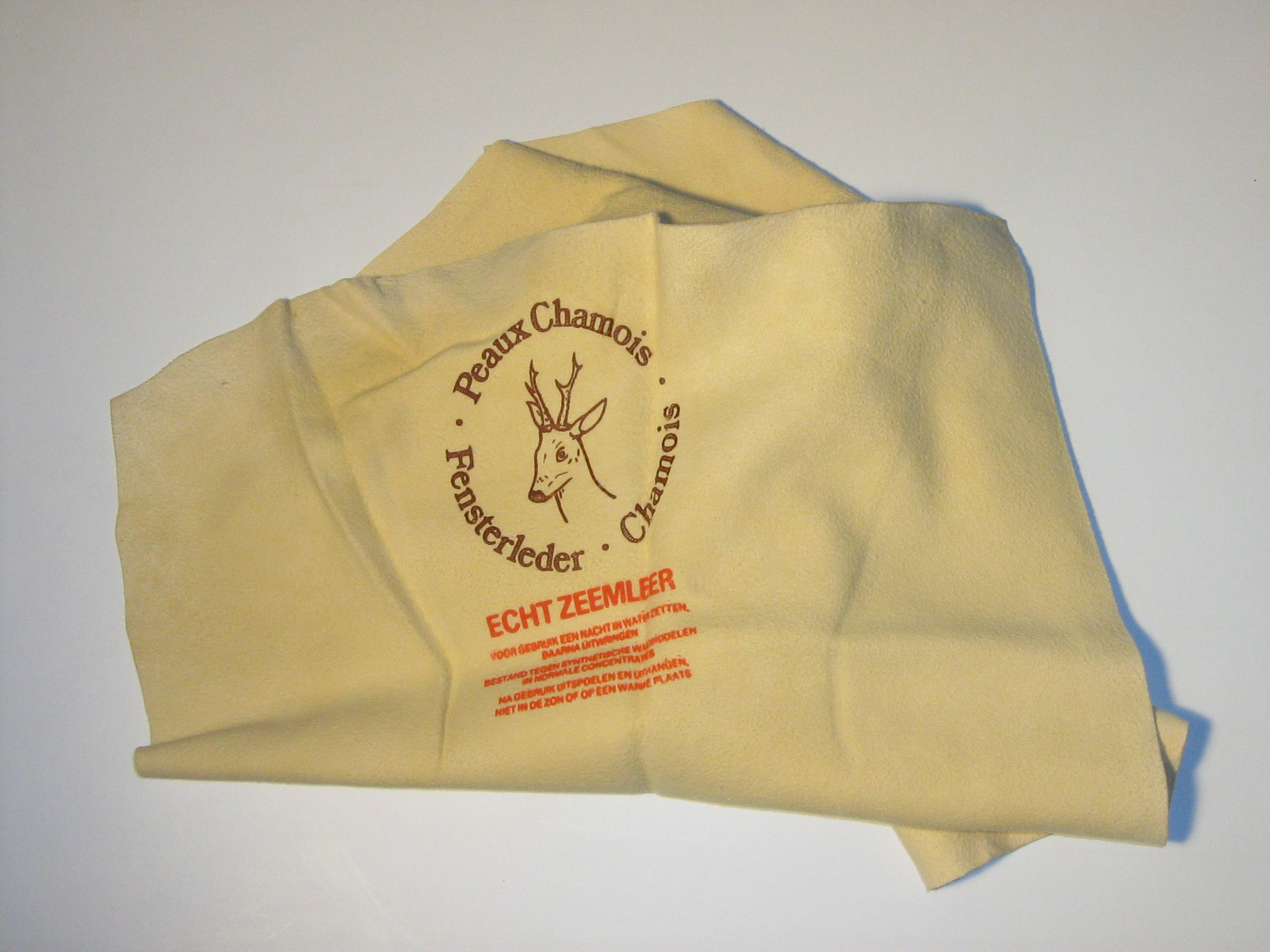
Nieuw zeemleer.

Het eerste geregistreerde gebruik van het woord buff als kleur was in The London Gazette uit 1686, waarin een uniform werd beschreven als "... een rode jas met een buff-gekleurde voering". Het woord verwees naar de kleur van ongeverfd buffelleer, zoals soldaten in de VS droegen als bescherming. Ook natuurlijk zeemleer heeft deze kleur. In Nederland werd de kleur buff gebruikt in een krantenbericht uit 1784, dat ging over de kleding van de Hertogin van Devonshire en andere dames bij het oplaten van een luchtballon door Jean Pierre Blanchard, te weten Blue and Buff, dat wil zeggen blauw en "kolder kleur." In 1877 werd het als kleur voor hoenders genoemd.

## Voorkomen van de kleur

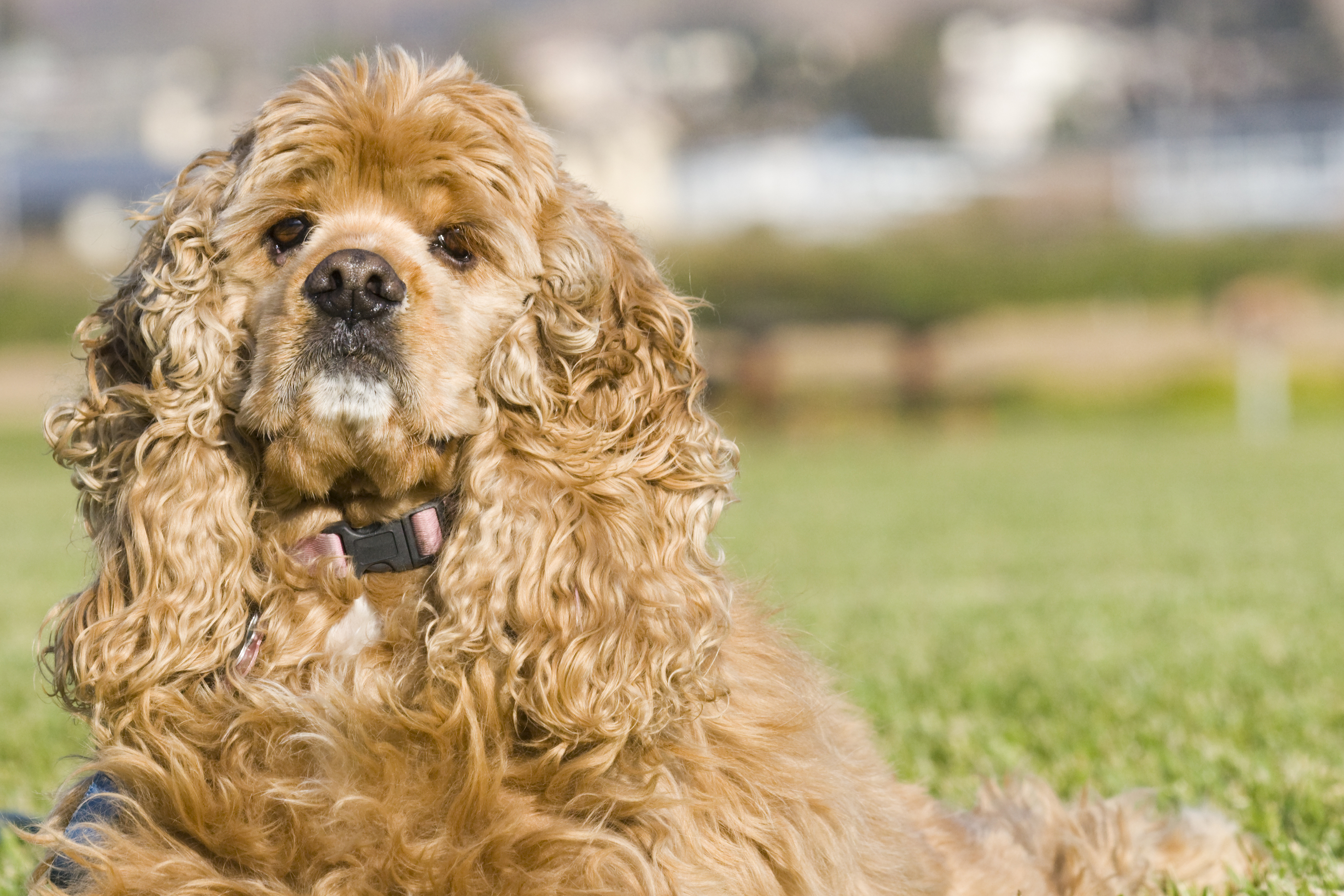
Een Cocker spaniel in de kleur buff.

Zand, rotsen en löss hebben vaak deze vaalgele kleur. In gebieden waar grondstoffen met deze kleur beschikbaar zijn, hebben muren van gebouwen soms deze kleur. Cotswoldsteen is een voorbeeld van een dergelijk materiaal.
Omdat buff effectief is als camouflagekleur, komt deze vaak voor bij dieren of planten, door de evolutie / natuurlijke selectie. Maar ook gedomesticeerde dieren, waaronder honden, katten en pluimvee hebben deze kleur gekregen door selectie door de mens. 
Als papier niet gebleekt of geverfd is, heeft het de neiging bleekgeel te zijn. Papier met deze tint wordt dan ook wel gebruikt door kunstenaars die een neutrale achtergrondkleur voor hun tekeningen willen gebruiken, met name als ze in hun tekening ook helder wit willen gebruiken.

## Pigmenten
In verf en andere toepassingen worden de volgende pigmenten gebruikt voor de kleur buff:
- Buff titanium, in de natuur voorkomend titaniumdioxide, dat geelachtig is en gewonnen wordt als rutiel. Volledig zuiver titaniumdioxide is wit.[4] Buff titanium wordt gesynthetiseerd uit gedolven ilmeniet, via synthetische rutiel.[5] Dit is een zeer stabiel pigment, ongevoelig voor zuren of basen.
- Vicenza aarde, een klei uit Vicenza, SiO2 Al2O3 H2O, vooral bestaand uit gehydrateerd aluminiumsilicaat,[6] met een klein deel kaolien. Het werd in de middeleeuwen in Italië gebruikt als een zachte soort porselein.
- Bariet, bariumsulfaat, BaSO4, gebruikt in olieverf en voorheen ook in mengsels van synthetische kleuren, zoals Pruissisch blauw.